# Liste de batailles impliquant des éléphants de guerre
Des éléphants de guerre ont été impliqués dans les batailles suivantes :

## Antiquité
- 331 av. J.-C. : bataille de Gaugamèles, l'armée achéménide de Darius III dispose de 15 éléphants, selon les sources anciennes.
- 326 av. J.-C. : bataille de l'Hydaspe, le roi Poros aligne 300 éléphants.
- 317 av. J.-C. : bataille de Paraitacène
- 316 av. J.-C. : bataille de Gabiène
- 312 av. J.-C. : bataille de Gaza
- 301 av. J.-C. : bataille d'Ipsos, la plus grande bataille d'éléphants de l'histoire occidentale (475 éléphants au total).
- 280 av. J.-C. : bataille d'Héraclée
- 279 av. J.-C. : bataille d'Ausculum
- 275 av. J.-C. : bataille de Beneventum
- 265 / 264 av. J.-C. : guerre du Kalinga (Odisha)
- 262 av. J.-C., bataille d'Agrigente
- 255 av. J.-C., bataille de Tunis
- 251 av. J.-C., bataille de Panormus
- 239 av. J.-C., bataille de Bagradas
- 238 av. J.-C., bataille d'Utique
- 219 / 218 av. J.-C. : siège de Sagonte
- 218 av. J.-C. : passage des Alpes par Hannibal et bataille de la Trébie
- 217 av. J.-C. : bataille de Raphia
- 207 av. J.-C. : bataille du Métaure
- 202 av. J.-C. : bataille de Zama
- 197 av. J.-C. : bataille de Cynoscéphales
- 190 av. J.-C. : bataille de Magnésie du Sipyle
- 167 / 160 av. J.-C. : révolte des Maccabées
- 164 av. J.-C. : bataille de Beth Zur
- 153 av. J.-C. : siège de Numance
- 149 / 146 av. J.-C. : bataille de Carthage
- 108 av. J.-C. : bataille du Muthul
- 46 av. J.-C. : bataille de Thapsus
- 451 : bataille d'Avarayr

## Moyen Âge et époque moderne
- 634 : bataille du pont
- 636 : bataille d'al-Qadisiyya
- 738 : invasion omeyyade en Inde
- 1214 : prise de Crémone par Frédéric de Hohenstaufen
- 1277 : bataille de Ngasaunggyan
- 1402 : bataille d'Ankara
- 1526 : première bataille de Panipat
- 1556 : deuxième bataille de Panipat
- 1659 : bataille de Khajwa (en)
- 1761 : troisième bataille de Panipat